# Британсько-польські відносини
Польсько-британські відносини — дипломатичні відносини між Великою Британією та Польщею. Обидві країни є членами Європейської економічної зони, НАТО, Організації економічного співробітництва та розвитку та Організації Об'єднаних Націй.

## Історія

### Середньовіччя, сучасність
За словами польського історика Оскара Галецького, перший дипломатичний контакт був здійснений у листі англійського короля Генріха V до Владислава II Ягелло, короля польського та великого князя литовського, просивши його допомогти проти Франції у Столітній війні. Британо-польські відносини продовжувались у наступні роки значною мірою у сфері торгівлі. У XVI столітті рівень сучасних дипломатичних відносин між Польщею та Англією підвищився, коли королева Марія I та король Іспанії Філіп II одружились у 1554 р. Свідком короля Філіпа був польський письменник та дипломат Кшиштоф Варшевицький.
Хоча Велика Британія здавалася значною мірою байдужою до поділу Польщі, багато британських політичних еліт, зокрема король Георг III та Едмунд Берк, висловлювали занепокоєння у листуванні та публікаціях щодо розділів та дисбалансу влади в Європі.
Під час Віденського конгресу лорд Каслред, міністр закордонних справ Великої Британії в 1812—1822 рр., був головним прихильником відновлення незалежності Польщі, хоча згодом відмовився від цих прагнень досягти успіху в областях, де Велика Британія більше зацікавлена. У XIX столітті ворожі британо-російські відносини викликали більший інтерес до незалежної Польщі з боку Великої Британії. Серед британського населення тоді популярною була симпатія до Польщі та інших пригноблених європейських країн.

### Одночасність
Під час польсько-більшовицької війни підтримка британського уряду була на польській стороні, але мир, безумовно, був кращим варіантом, внаслідок якого лорд Джордж Керзон створив лінію Керзона як частину запропонованого миру. Ця угода була не прийнята вчасно, і Польща швидко взяла під контроль війну, перемістивши кордон далі на схід. У 1920-х — початку 1930-х рр. Англійські погляди на Польщу були негативними через експансіонізм. Це стосувалося, зокрема, британських лівих. Тим часом праворуч у Великій Британії мав більш нейтральні погляди до Польщі через позицію буфера проти комунізму. Погляд Польщі на Британію в той час був загалом неоднозначним. Відкриття польського посольства у Великій Британії надовго затягувалося.
З підйомом нацистської партії в Німеччині обидві країни почали сприймати більш позитивні відносини. 31 березня 1939 р. Велика Британія надала Польщі гарантію незалежності. 25 серпня було підписано англо-польський військовий союз. На перший погляд, цей договір був лише пактом про взаємодопомогу проти агресії будь-якої іншої європейської нації, але таємний протокол, що додається до угоди, чітко зазначав, що країною повинна бути Німеччина. У вересні 1939 року, після вторгнення Німеччини до Польщі, Велика Британія (та Франція) оголосили війну Німеччині, розпочавши Другу світову війну, але без прямої військової допомоги Польщі, таким чином розірвавши договір, підписаний Черчиллем. Бій був доставлений до Німеччини незадовго до падіння Польщі (так звана Дивна війна). Під час війни 250 000 поляків служили британським військам, беручи участь у багатьох ключових кампаніях. 1/12 усіх пілотів у битві за Британію були поляками.
Під час холодної війни Польща значною мірою дотримувалася негативного погляду на Британію як на західну частину. Британські зусилля були зосереджені на спробах відірвати Польщу від Варшавського договору та заохотити реформи в країні. У 1990-х та 2000-х роках демократична Польща підтримувала тісні стосунки з Великою Британією; як у питаннях оборони, так і в межах ЄС; Велика Британія є однією з небагатьох країн, яка надає рівні права польським працівникам після їх приєднання в 2004 році. Результати національного перепису 2011 року показали, що польська мова є другою рідною мовою в Північній Ірландії після англійської мови.